# Siempre Gisela
Siempre Gisela fue un programa magazine conducido por Gisela Valcárcel y transmitido por Frecuencia Latina. Se presentaron orquestas y cantantes del momento, además las entrevistas a famosos del medio artístico.

## Producción
En 2005 Frecuencia Latina (hoy Latina Televisión) anunció un nuevo programa basado en el éxito Aló Gisela. El formato se aleja de este para ofrecer una revista nocturna, en que July Naters asumió la dirección artística.
En el debut, Gisela Valcarcel realizó un baile grupal con su cabalístico vestido rojo, el tema fue «Crazy in Love» de Beyoncé y Jay-Z. Le acompañó Pierina Carcelén. A los días se presentó la cantante Gloria Trevi como invitada especial.
Pese a la expectativa del retorno de Valcárcel a los magacines, el inicio del programa fue accidentado. Obtuvo alrededor de seis puntos de audiencia para entonces y fue motivo de críticas muy directas por parte de Magaly Medina su hasta entonces archienemiga; la periodista hizo comentarios sarcásticos sobre el fracaso de la animadora y las parodias que le hacían en programas cómicos.
El programa compitió con la serie Así es la Vida, entonces líder en el índice de audiencia, que creció hasta nueve puntos de rating al finalizar su primera semana. Posteriormente la producción obtuvo la primicia de presentar al grupo Climax para interpretar «Mesa que más aplauda» pero Panamericana consiguió la exclusividad. La falta de invitados exclusivos frente a su competencia causó revuelo en la prensa escrita.
Un mes después de su emisión, se anunciaron medidas para recuperar público. Sin embargo, la producción tuvo otro percance cuando llegó a la programación Dina Páucar: la lucha por un sueño, que demostró una demografía complementamente distinta del horario estelar en lugar del horario de mediodía.
Posteriormente el presidente del canal Baruch Ivcher descubrió que la caída de audiencia se debió a la elección del productor de este espacio Federico Anchorena, que renunció posteriormente, como sucesor de Guillermo Guille.

## Despedida
Luego de 7 semanas, Gisela anuncia su retiro del programa y de los espacios magacín, agradeciendo a su público con esta frase:

Si algún día nos tenemos que encontrar, solo Dios lo sabe,... gracias, hasta la próxima...

Días después, Valcárcel tuvo fue nuevamente convocada por Panamericana Televisión, donde ya tuvo un programa de renovación que se propuso con anterioridad en la Teletón de 2004. Fue el primer avance del canal, ya que produciría posteriormente Bailando por un sueño, antecesora de El gran show.
Fue nominado a los Premios Luces 2005 por El Comercio como «fiasco del año».

## Análisis
La periodista de La República, Verónica Palomino, comentó que «en la lucha por sobrevivir en una resentida economía, la Señito —codiciosa— no sólo empezó sobreactuada y con una mala producción, sino que consiguió un buen pedazo de la torta publicitaria. Sin medir, la rubia lanzó que "no pensaba en rating", porque "tenía 11 auspiciadores". Y con ello estalló una guerra por el rating».